# Bulbophyllum abbreviatum
Bulbophyllum abbreviatum é uma espécie de orquídea (família Orchidaceae) pertencente ao gênero Bulbophyllum. Foi descrita por Rudolf Schlechter em 1912. Desde 1912, está em exibição pelo Museu Nacional d'Histoire Naturelle em Paris, França.